# Die Schornsteinfeger
Die Schornsteinfeger sind eine im Jahr 2000 gegründete Musikgruppe aus Dinkelscherben (Bayern). Gründungsmitglieder und Sänger sind Elke und Harald Harry Wirth. Musikalisch ist die Gruppe im Bereich des deutschen Schlagers erfolgreich.
Die Schornsteinfeger erreichten Platz 1 in der Schlagerhitparade bei HR4 und Platz 2 der SWR4-Jahreshitparade im Jahr 2018. Sie traten in den öffentlich-rechtlichen Fernsehsendern SWR, HR und BR sowie in den Privatsendern FOLX TV und GUTE LAUNE TV auf. Mit ihren jährlich über 200 Auftritten zählen sie zu den meistgebuchten Bands in Deutschland.

## Diskografie
- 2001: Schwarzes Outfit, weißer Kern (Single)
- 2001: Mein Sommertraum heißt Florida (Single)
- 2004: Wir sind die Schornsteinfeger
- 2004: Sehnsucht zaubert Herzen Flügel
- 2005: Wintergedanken
- 2005: Hey, ich mach Dich glücklich (Single)
- 2007: Am Horizont der Sehnsucht
- 2010: Deine Glücksmelodie
- 2012: Und die Nacht ruft nach Dir
- 2015: Wenn nicht wir, wer denn dann
- 2016: Wenn Du in meinen Armen liegst
- 2017: Die frühen Erfolge
- 2018: Das perfekte Gefühl
- 2020: Wochenendträumer